# Arrondissement d'Angoulême
L'arrondissement d'Angoulême est une division administrative française, située dans le département de la Charente et la région Nouvelle-Aquitaine.
Occupant la partie centrale et méridionale de la Charente, il en est le deuxième par sa superficie mais il est de loin le plus peuplé du département.

## Composition

### Composition avant 2015

L'arrondissement d'Angoulême de 2008 à 2015

Depuis la réforme de la carte administrative du département de la Charente appliquée le 1er janvier 2008, l'arrondissement d'Angoulême comprend dans ses nouvelles délimitations 153 communes regroupées dans 16 cantons.
La liste des cantons (par ordre alphabétique) est la suivante :
- Le Canton d'Angoulême-Est regroupe une commune qui correspond à une fraction de la commune d'Angoulême (a).
- Le Canton d'Angoulême-Nord regroupe une commune qui correspond à une fraction de la commune d'Angoulême (b).
- Le Canton d'Angoulême-Ouest regroupe une commune qui correspond à une fraction de la commune d'Angoulême (c).
- Le Canton d'Aubeterre-sur-Dronne rassemble 11 communes.
- Le Canton de Blanzac-Porcheresse rassemble 17 communes.
- Le Canton de Chalais rassemble 13 communes.
- Le Canton de La Couronne rassemble 7 communes.
- Le Canton de Gond-Pontouvre rassemble 4 communes.
- Le Canton de Hiersac rassemble 13 communes.
- Le Canton de Montbron rassemble 14 communes.
- Le Canton de Montmoreau-Saint-Cybard rassemble 14 communes.
- Le Canton de La Rochefoucauld rassemble 16 communes.
- Le Canton de Ruelle-sur-Touvre rassemble 5 communes.
- Le Canton de Saint-Amant-de-Boixe rassemble 16 communes.
- Le Canton de Soyaux rassemble 5 communes.
- Le Canton de Villebois-Lavalette rassemble 17 communes.

(a), (b), (c) : Les cantons d'Angoulême (Est, Nord et Ouest) correspondent en fait à des fractions de la commune d'Angoulême.

### Découpage communal depuis 2015
Depuis 2015, le nombre de communes des arrondissements varie chaque année soit du fait du redécoupage cantonal de 2014 qui a conduit à l'ajustement de périmètres de certains arrondissements, soit à la suite de la création de communes nouvelles. Le nombre de communes de l'arrondissement d'Angoulême est ainsi de 153 en 2015, 148 en 2016, 117 en 2017 et 115 en 2019.
Au 1er janvier 2024, l'arrondissement groupe les 115 communes suivantes :
1. Agris
2. Angoulême
3. Asnières-sur-Nouère
4. Aubeterre-sur-Dronne
5. Balzac
6. Bardenac
7. Bazac
8. Bellon
9. Bessac
10. Blanzaguet-Saint-Cybard
11. Boisné-La Tude
12. Bonnes
13. Bors (Canton de Tude-et-Lavalette)
14. Bouëx
15. Brie
16. Brie-sous-Chalais
17. Bunzac
18. Chadurie
19. Chalais
20. Champniers
21. Charras
22. Châtignac
23. Chazelles
24. Claix
25. Combiers
26. Coulgens
27. Courgeac
28. Courlac
29. La Couronne
30. Curac
31. Deviat
32. Dignac
33. Dirac
34. Écuras
35. Édon
36. Les Essards
37. Eymouthiers
38. Feuillade
39. Fléac
40. Fouquebrune
41. Garat
42. Gardes-le-Pontaroux
43. Gond-Pontouvre
44. Grassac
45. Gurat
46. L'Isle-d'Espagnac
47. Jauldes
48. Juignac
49. Laprade
50. Linars
51. Magnac-Lavalette-Villars
52. Magnac-sur-Touvre
53. Mainzac
54. Marillac-le-Franc
55. Marsac
56. Marthon
57. Médillac
58. Montboyer
59. Montbron
60. Montignac-le-Coq
61. Montmoreau
62. Mornac
63. Moulins-sur-Tardoire
64. Mouthiers-sur-Boëme
65. Nabinaud
66. Nersac
67. Nonac
68. Orgedeuil
69. Orival
70. Palluaud
71. Pillac
72. Plassac-Rouffiac
73. Poullignac
74. Pranzac
75. Puymoyen
76. Rioux-Martin
77. Rivières
78. La Rochefoucauld-en-Angoumois
79. La Rochette
80. Ronsenac
81. Rouffiac
82. Rougnac
83. Roullet-Saint-Estèphe
84. Rouzède
85. Ruelle-sur-Touvre
86. Saint-Adjutory
87. Saint-Avit
88. Saint-Germain-de-Montbron
89. Saint-Laurent-des-Combes
90. Saint-Martial
91. Saint-Michel
92. Saint-Quentin-de-Chalais
93. Saint-Romain
94. Saint-Saturnin
95. Saint-Séverin
96. Saint-Sornin
97. Saint-Yrieix-sur-Charente
98. Salles-Lavalette
99. Sers
100. Sireuil
101. Souffrignac
102. Soyaux
103. Taponnat-Fleurignac
104. Torsac
105. Touvre
106. Trois-Palis
107. Vaux-Lavalette
108. Villebois-Lavalette
109. Vindelle
110. Vœuil-et-Giget
111. Voulgézac
112. Vouthon
113. Vouzan
114. Yviers
115. Yvrac-et-Malleyrand

## Géographie

### Le cadre géographique

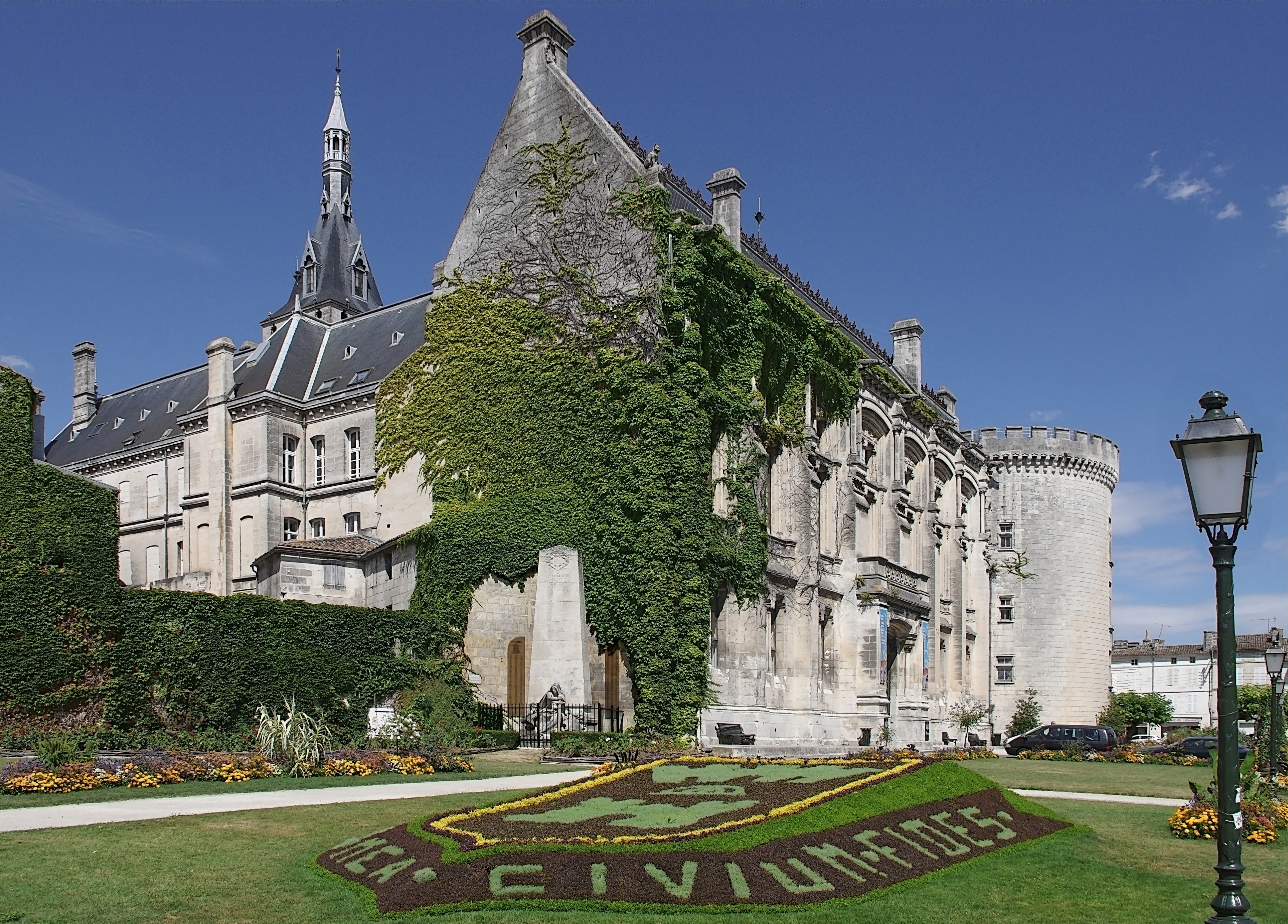
L'Hôtel-de-ville d'Angoulême. La ville est la préfecture de la Charente.

L'arrondissement d'Angoulême occupe la partie centrale et méridionale du département de la Charente où il constitue le cœur de l'ancienne province d'Angoumois, centrée sur Angoulême, sa capitale historique.
Dans le département même, il est limitrophe, au nord, de l'arrondissement de Confolens et, à l'ouest, de celui de Cognac.
À l'est et au sud, il confine avec le département de la Dordogne via les arrondissements de Nontron et de Périgueux.
Enfin, à l'extrême sud, il jouxte sur une faible portion le département de la Charente-Maritime via l'arrondissement de Jonzac où, dans ce dernier, le canton de Montguyon est limitrophe de celui de Chalais.

### Un peu d'hydrographie

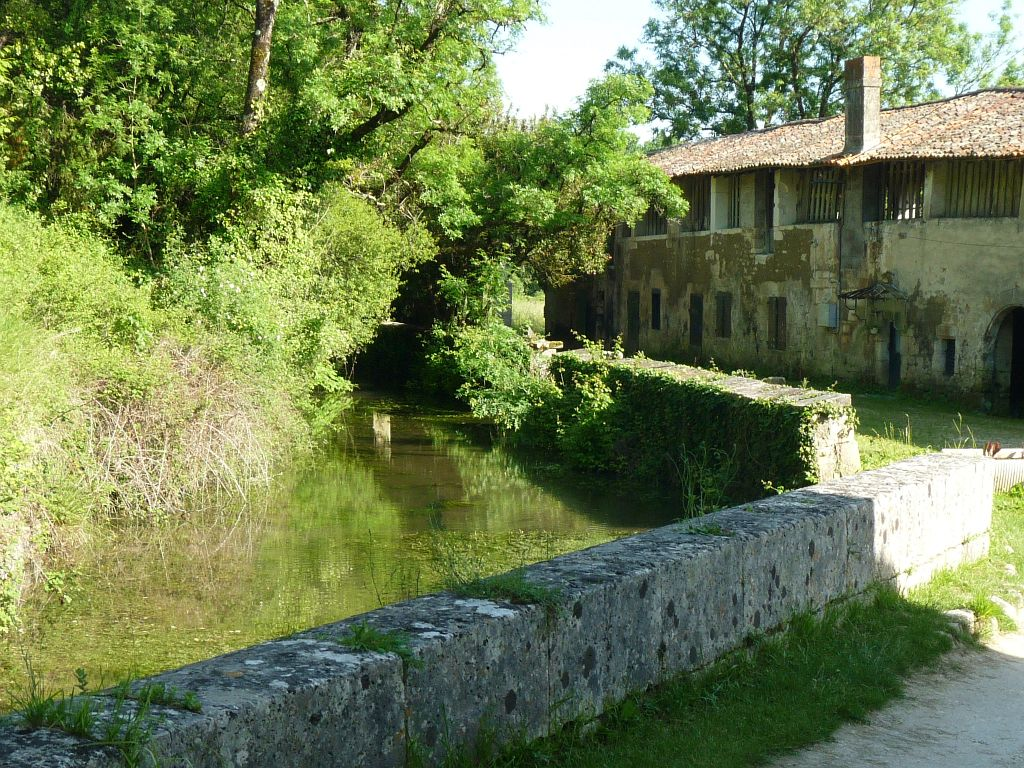
Les Eaux-Claires au moulin du Verger à Puymoyen.

L'arrondissement d'Angoulême repose entièrement sur le bassin hydrographique de la Charente et de ses nombreux affluents de rive gauche dont les plus importants sont d'amont en aval la Tardoire, le Bandiat, la Touvre, les Eaux-Claires...
Dans le plateau du Montmorélien s'écoule la Tude, affluent de rive gauche de la Dronne, qui prend sa source dans l'arrondissement, dans le canton de Villebois-Lavalette, et conflue avec la Dronne tout au sud, en limite de la Dordogne, après avoir arrosé Chalais.
En limite départementale, la Lizonne, affluent de rive droite de la Dronne, sépare cet arrondissement de la Dordogne ainsi que la Dronne sur une faible portion, à l'extrême sud.

### La géologie et les sols
Dans l'arrondissement d'Angoulême, la Charente sert de délimitation naturelle entre les terrains du Jurassique au nord et ceux du Crétacé au sud. Ces terrains secondaires sont majoritaires, seule échappe la partie la plus méridionale de l'arrondissement qui appartient au Tertiaire, caractérisée par des dépôts d'argiles et de sables de l'Eocène.
Qu'ils soient jurassiques ou crétacés, les sols sont toujours riches en calcaire.

Zone de production du cognac

Les terrains du Jurassique, qui sont exempts d'argiles et de sables, sont propices aussi bien à la céréaliculture qu'à la vigne qui est située dans la zone d'appellation des Fins Bois, tout autour d'Angoulême, et des Bons Bois dans les marges orientales de l'arrondissement (cantons de La Rochefoucauld, Montbron et Villebois-Lavalette), pour la production des eaux de vie de cognac.
À l'est de la grande agglomération angoumoisine, les dalles fissurées du calcaire du Jurassique sont à l'origine de la deuxième résurgence de France avec les sources de la Touvre et ont formé un relief typique de karst, avec notamment le Karst de La Rochefoucauld et ses nombreuses grottes (grottes du Quéroy, grotte de Rancogne, grotte de Fontéchevade), sur lequel reposent de belles forêts de chênes pubescents (Forêt de la Braconne, Forêt d'Horte, Forêt de Dirac, Forêt de Bois Blanc).
Au sud du fleuve, les terrains crétacés comme ceux du plateau jurassique du nord ont favorisé de bonne heure l'implantation du vignoble du cognac qui est situé dans la zone des Fins Bois (cantons de Blanzac-Porcheresse et de La Couronne) et des Bons Bois (canton de Montmoreau-Saint-Cybard). Ces formations crétacées sont représentées par des sols crayeux plus ou moins durs et friables, mêlés d'argiles, qui bien amendés donnent de belles récoltes céréalières. Les forêts y sont moins nombreuses et moins denses.
Enfin, dans la partie la plus méridionale de l'arrondissement d'Angoulême qui concerne les cantons de Chalais et d'Aubeterre-sur-Dronne, les terrains tertiaires, formés essentiellement d'argiles, de grès et de sables prédominent et vont en s'élargissant à partir des vallées de la Dronne et de son affluent, la Lizonne, ainsi que de la Tude. Ici, la vigne est cultivée sur les hauteurs bien exposées et appartient à la zone de production du cognac des Bons Bois tandis que les vallées font alterner les cultures fourragères et les prés pour l'élevage, alors que les collines portent des bois et des forêts.

## Superficie

### La superficie de l'arrondissement
La superficie de l'arrondissement d'Angoulême était de 2 217,07 km2 avant 2015, ce qui en faisaitt le deuxième arrondissement de la Charente, occupant 37,22 % de la superficie totale du département, soit plus du tiers de la surface départementale.
Dans l'ancienne région Poitou-Charentes - à laquelle appartenait le département de la Charente -, la superficie de l'arrondissement d'Angoulême le classe au 4e rang régional sur les 14 arrondissements, ce qui en fait l'un des plus étendus.

### Liste des cantons et leur rang par superficie
| Rang | Canton                                | Superficie | Nombre de communes |
| ---- | ------------------------------------- | ---------- | ------------------ |
| 1    | Villebois-Lavalette                   | 309,55 km2 | 17                 |
| 2    | La Rochefoucauld                      | 277,70 km2 | 16                 |
| 3    | Montbron                              | 236,18 km2 | 14                 |
| 4    | Blanzac-Porcheresse                   | 228,11 km2 | 17                 |
| 5    | Montmoreau-Saint-Cybard               | 199,82 km2 | 14                 |
| 6    | Saint-Amant-de-Boixe                  | 177,23 km2 | 16                 |
| 7    | Hiersac                               | 156,57 km2 | 13                 |
| 8    | Chalais                               | 143,64 km2 | 13                 |
| 9    | Aubeterre-sur-Dronne                  | 128,66 km2 | 11                 |
| 10   | La Couronne                           | 110,36 km2 | 7                  |
| 11   | Soyaux                                | 93,40 km2  | 5                  |
| 12   | Gond-Pontouvre                        | 77,03 km2  | 4                  |
| 13   | Ruelle-sur-Touvre                     | 56,97 km2  | 5                  |
| ...  | Angoulême (3 fractions de canton) (*) | 21,85 km2  | 1                  |

(*) : Concernant les trois cantons d'Angoulême (Angoulême-Est, Angoulême-Nord et Angoulême-Ouest), ils correspondent à la commune d'Angoulême.

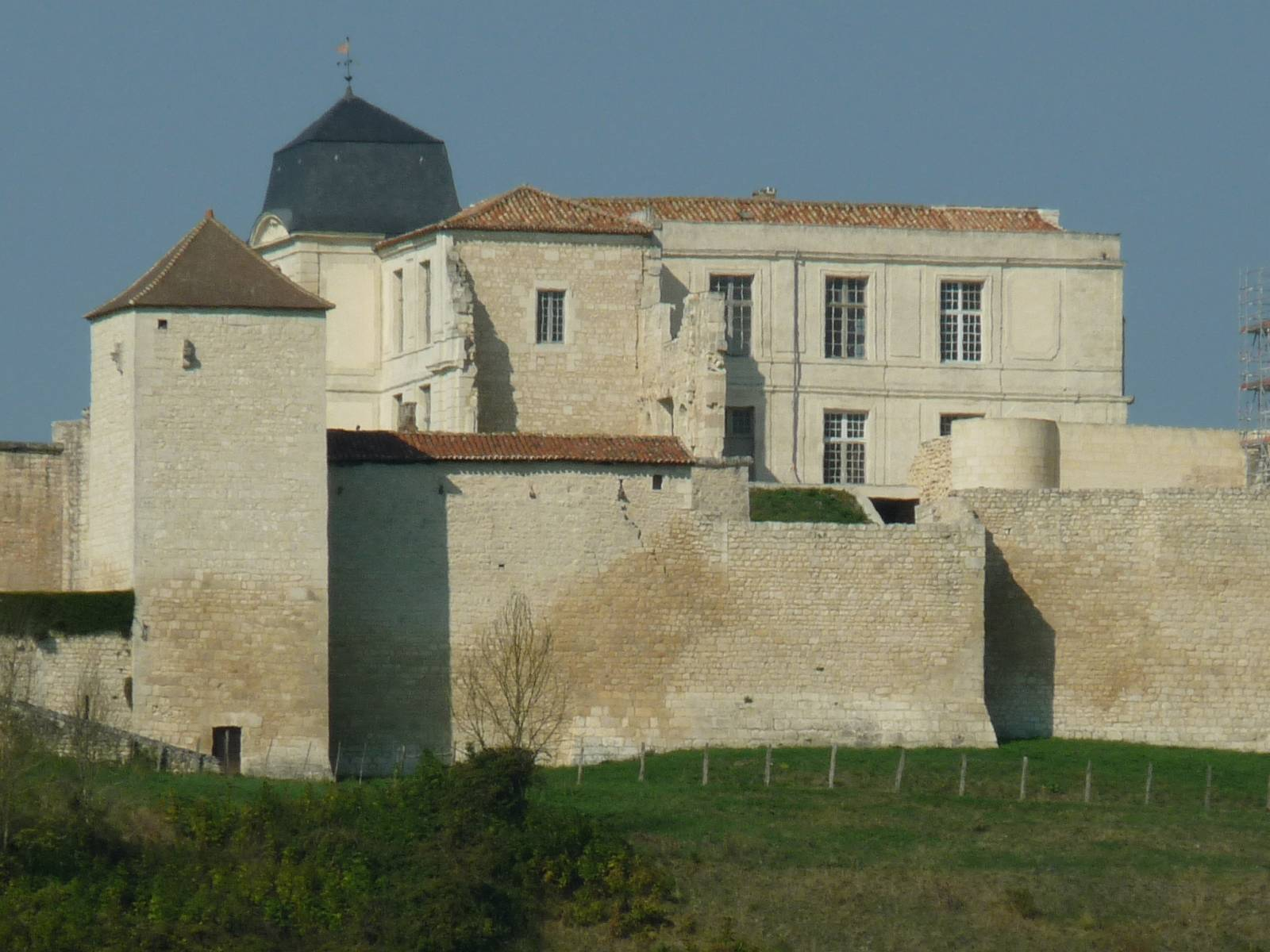
Le château de Villebois-Lavalette. Ce chef-lieu de canton commande le canton le plus étendu de l'arrondissement d'Angoulême

Le canton de Villebois-Lavalette avec 309,55 km2 est le plus étendu de l'arrondissement d'Angoulême et il occupe le deuxième rang départemental après le canton de Confolens-Sud qui avec 316,26 km2 est le plus étendu de la Charente.
Quant aux cantons de La Rochefoucauld (277,70 km2), Mansle (242,13 km2) et Montbron (236,18 km2), ils occupent respectivement les 3e, 5e et 6e rang départemental.
Enfin, le canton de Blanzac-Porcheresse, avec une superficie de 228,11 km2, se situe au dixième rang des cantons du département de la Charente.
Ainsi, sur les dix premiers cantons de la Charente pour leur superficie, cinq sont situés dans l'arrondissement d'Angoulême.

## Démographie

### Évolution démographique
En 2022, l'arrondissement comptait 181 817 habitants.
| 1968    | 1975    | 1982    | 1990    | 1999    | 2006    | 2011    | 2016    | 2021    |
| ------- | ------- | ------- | ------- | ------- | ------- | ------- | ------- | ------- |
| 164 173 | 173 209 | 180 369 | 184 108 | 185 150 | 191 609 | 195 929 | 181 456 | 181 315 |

| 2022    | - | - | - | - | - | - | - | - |
| ------- | - | - | - | - | - | - | - | - |
| 181 817 | - | - | - | - | - | - | - | - |

### L'arrondissement le plus peuplé de laCharente
Le poids démographique de l'arrondissement d'Angoulême est considérable puisqu'il représente à lui-seul 55,4 % de la population départementale en 2010 - comme en 2007 -, c'est-à-dire largement plus de la moitié de la population de la Charente. Or, cette proportion n'a cessé de croître régulièrement depuis 1975, où elle était de 51,4 %, puis elle est passée à 53,8 % en 1990, enfin à 55,2 % au recensement de 1999.
Seuls, en Poitou-Charentes, les arrondissements de Niort et de Poitiers ont un poids démographique aussi écrasant sur leur département que celui d'Angoulême avec respectivement 56,4 % et 51,6 % de la population départementale.
Cette situation particulière est due à la très forte influence d'Angoulême sur son arrondissement et même sur son département puisque l'essentiel de la croissance démographique repose sur le seul arrondissement d'Angoulême.
En effet, alors que le département de la Charente s'est accru de 2 564 habitants entre 1975 et 1999, l'arrondissement d'Angoulême s'est accru de 11 941 habitants dans cette même période.
Cette croissance démographique n'a pas faibli entre 1999 et 2007 puisque l'arrondissement d'Angoulême absorbe à lui-seul 86,4 % de la croissance départementale, soit 8 560 habitants sur 9 907 habitants.
En 2010, la densité absolue de population de l'arrondissement d'Angoulême s'établit à 88 hab/km2 et demeure largement la plus élevée du département. En 2007, cette densité de population qui était de 87 hab/km2 était déjà nettement supérieure à celle du département de la Charente qui était de 59 hab/km2 en 2007 - même densité en 2010 -.
En 2010, la densité de l'arrondissement d'Angoulême est même supérieure à celle de la région Poitou-Charentes qui est de 69 hab/km2. Par sa densité de population en Poitou-Charentes, cet arrondissement occupe une honorable quatrième place régionale, se situant après les arrondissements de La Rochelle (244 hab/km2), Poitiers (122 hab/km2) et Rochefort (117 hab/km2)  mais devançant nettement ceux de  Saintes (78 hab/km2), Niort (74 hab/km2) et Cognac (62 hab/km2).
D'ailleurs, dans l'arrondissement d'Angoulême, tous les cantons environnant Angoulême au sud et à l'est ont une densité de population particulièrement élevée, largement supérieure à 200 hab/km2 pour trois d'entre eux (canton de Ruelle-sur-Touvre (330 hab/km2), canton de Gond-Pontouvre (245 hab/km2) et canton de La Couronne (212 hab/km2)) et dépassant les 100 hab/km2 pour le canton de Soyaux avec 161 hab/km2. Si deux autres cantons de cet arrondissement ont une densité de population supérieure à celle du département, canton de Hiersac (74 hab/km2) et canton de La Rochefoucauld (66 hab/km2), leurs densités demeurent cependant inférieures à celles de l'arrondissement.
Par contraste, les cinq cantons ruraux situés dans la partie la plus méridionale de l'arrondissement d'Angoulême et dont quelques-uns sont limitrophes du département de la Dordogne ont des densités semblables à celles qui sont relevées dans l'arrondissement de Confolens, c'est-à-dire autour d'une moyenne de 28 hab/km2, mais aucun d'entre eux n'a une densité de population inférieure à 20 hab/km2.

### Un arrondissement fortement urbanisé en Poitou-Charentes

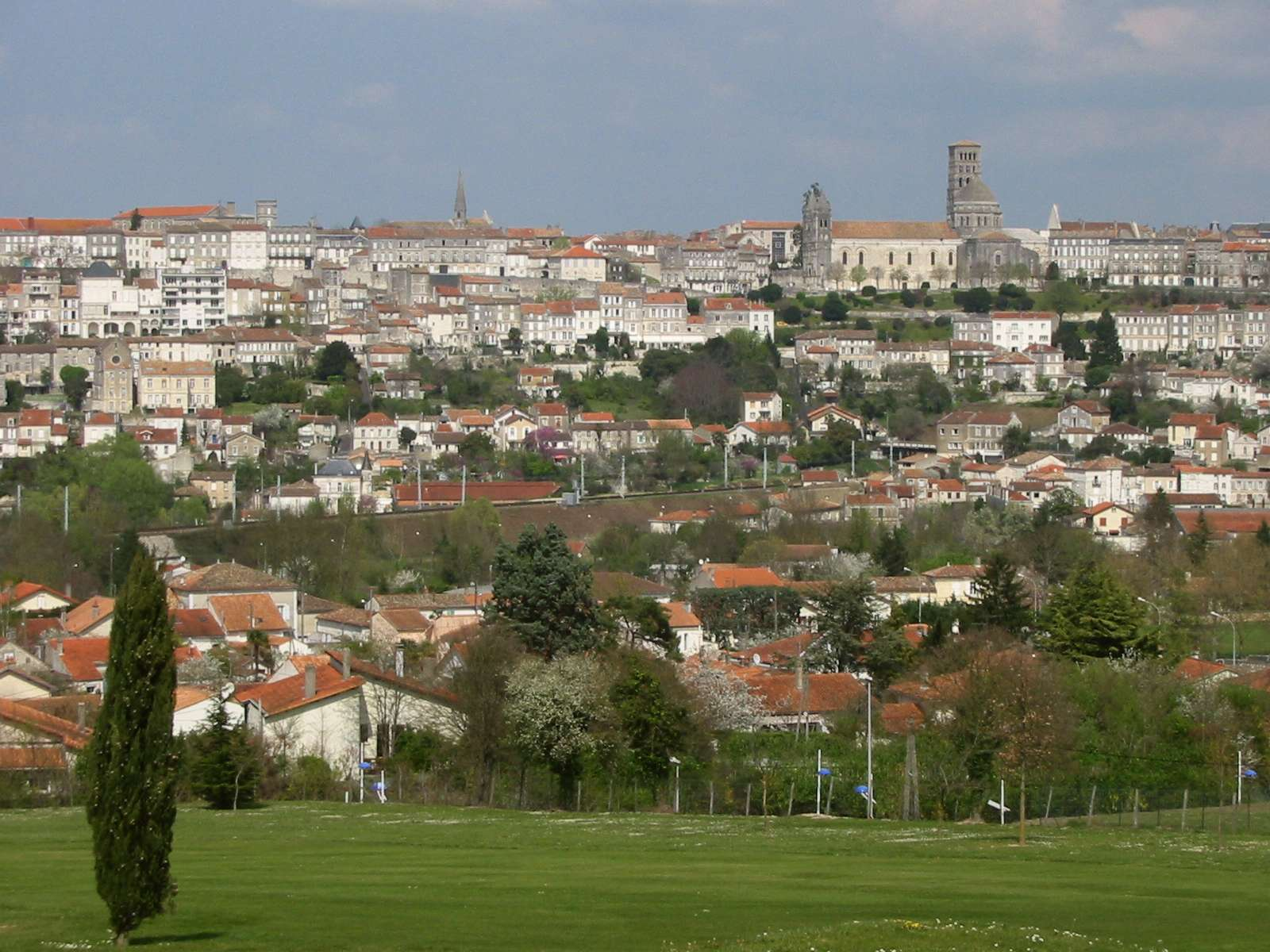
Vue générale d'Angoulême au centre de la troisième aire urbaine de Poitou-Charentes

Le taux de population urbaine peut être évalué à 3 habitants sur 5 dans l'arrondissement d'Angoulême, ce qui représente une proportion nettement supérieure à celle de la Charente qui est d'à peine la moitié de la population départementale.
Ce poids de l'urbanisation dans l'arrondissement est imputable à celui de l'agglomération d'Angoulême qui est la troisième de la région Poitou-Charentes avec 106 230 habitants, se classant après La Rochelle (119 771 habitants) et Poitiers (127 658 habitants).
Angoulême est également la troisième aire urbaine de la région rassemblant 159 327 habitants soit 83,2 % de la population de son arrondissement en 2006.
Enfin l'arrondissement d'Angoulême possède 8 villes de plus de 5 000 habitants sur les 9 que compte le département et il rassemble 20 communes de plus de 2 000 habitants sur 31 que compte la Charente en 2007.
Seule la partie la plus méridionale de l'arrondissement d'Angoulême qui constitue partiellement le Sud Charente échappe à cette concentration de population et se singularise fortement autant par son caractère éminemment rural où aucune ville n'est signalée, ni aucune commune n'a plus de 2 000 habitants - à l'exception, il est vrai, de Mouthiers-sur-Boëme mais celle-ci est située dans l'aire urbaine d'Angoulême - et où la démographie est particulièrement atone, même si, au dernier recensement, le solde migratoire est devenu positif puisque pratiquement tous ces cantons se caractérisent par une croissance démographique inattendue.
- Liste des 8 villes de plus de 5 000 habitants dans l'arrondissement d'Angoulême (population municipale en 2007).

| Ville                     | Population en 2007 |
| ------------------------- | ------------------ |
| Angoulême                 | 42 669 hab.        |
| Soyaux                    | 10 348 hab.        |
| Ruelle-sur-Touvre         | 7 468 hab.         |
| La Couronne               | 7 037 hab.         |
| Saint-Yrieix-sur-Charente | 6 960 hab.         |
| Gond-Pontouvre            | 6 044 hab.         |
| L'Isle-d'Espagnac         | 5 325 hab.         |
| Champniers                | 5 001 hab.         |

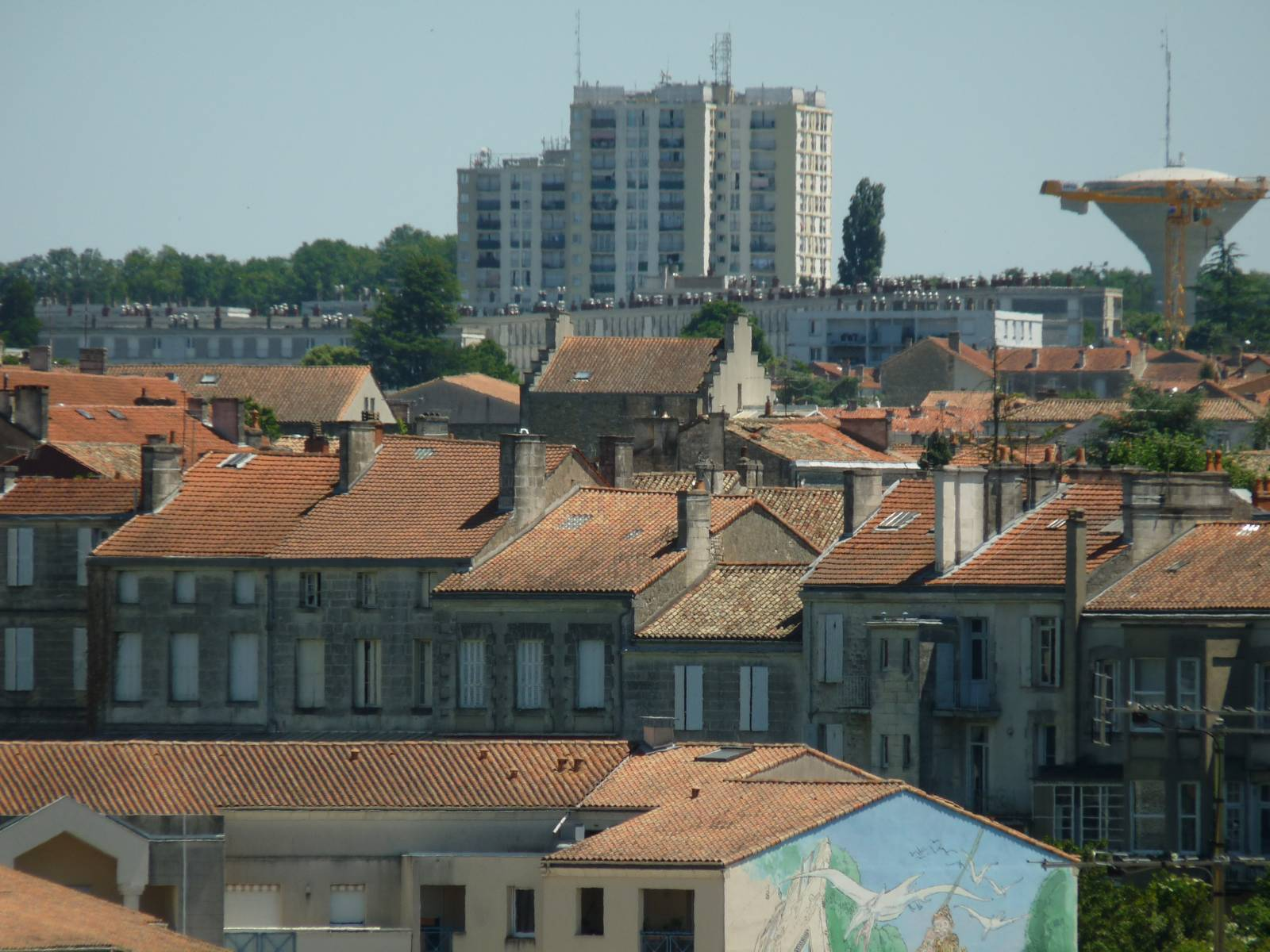
Vue générale de Soyaux qui est la troisième ville de la Charente.

- Liste des 13 communes de plus de 2 000 habitants à moins de 5 000 habitants dans l'arrondissement d'Angoulême (population municipale en 2007).

| Commune               | Population en 2007 |
| --------------------- | ------------------ |
| Roullet-Saint-Estèphe | 3 686 hab.         |
| Brie                  | 3 652 hab.         |
| Fléac                 | 3 518 hab.         |
| La Rochefoucauld      | 3 089 hab.         |
| Saint-Michel          | 3 078 hab.         |
| Magnac-sur-Touvre     | 3 010 hab.         |
| Mouthiers-sur-Boëme   | 2 442 hab.         |
| Puymoyen              | 2 401 hab.         |
| Nersac                | 2 317 hab.         |
| Montbron              | 2 167 hab.         |
| Mornac                | 2 114 hab.         |
| Linars                | 2 068 hab.         |

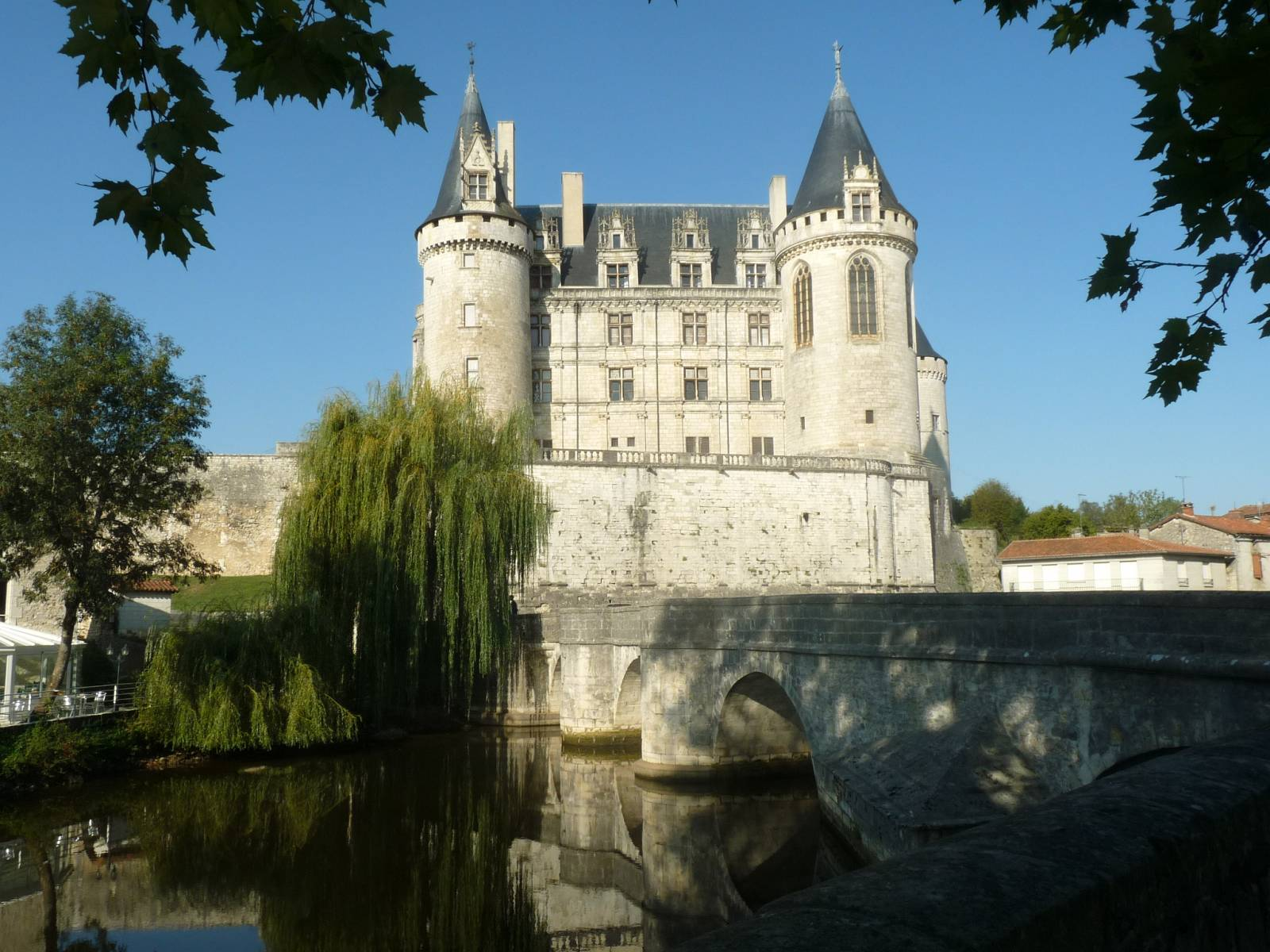
C'est dans cet arrondissement que se situe le beau château de La Rochefoucauld.

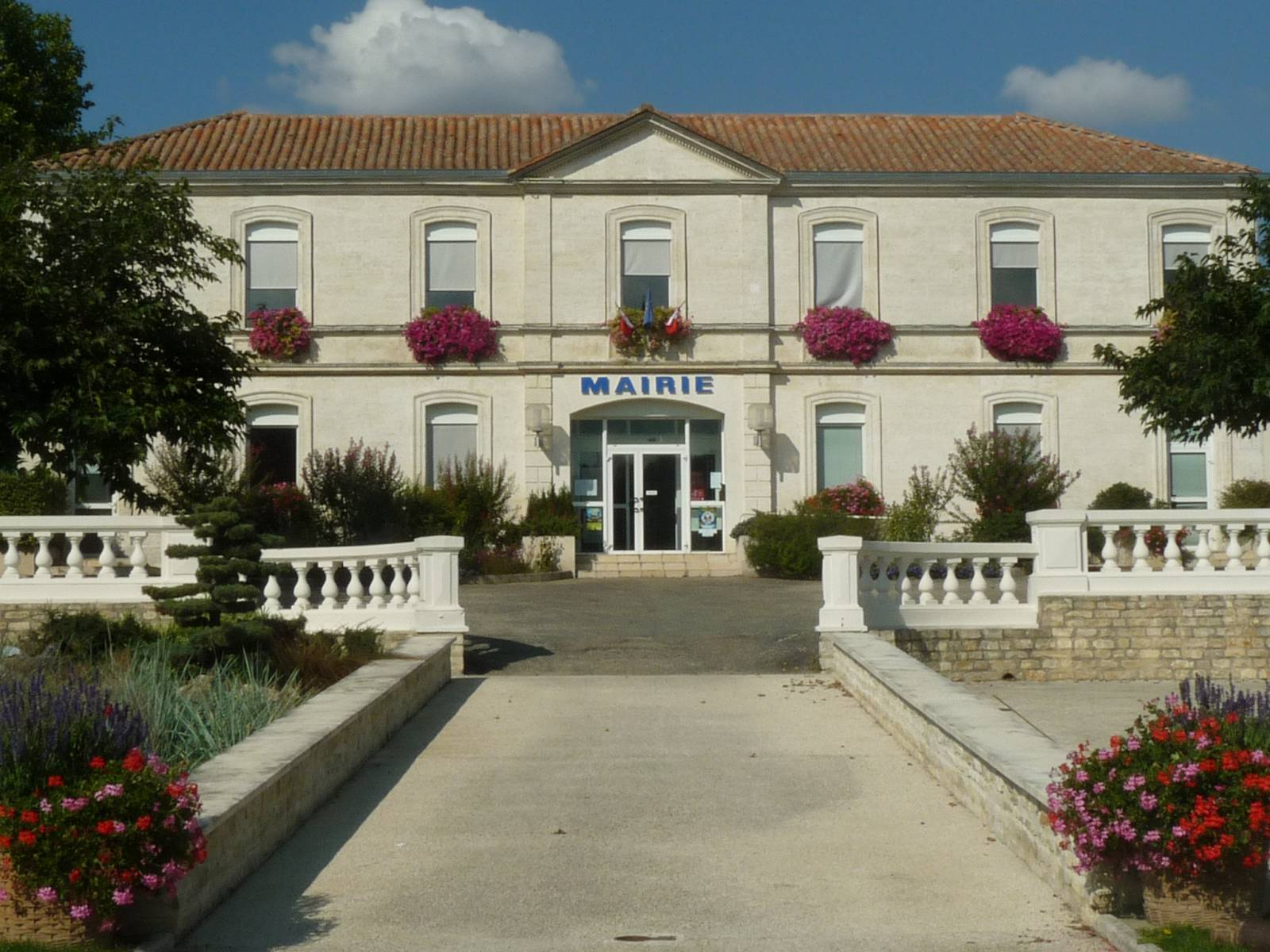
La mairie de Mornac, cette commune suburbaine, proche d'Angoulême, occupe la en Charente.

L'arrondissement d'Angoulême a donc un poids démographique écrasant sur son département et il est clair que c'est autour d'Angoulême et de son agglomération que repose le fondement de l'avenir démographique de la Charente.

## Administration
L'arrondissement est administré par le secrétaire général de la préfecture.
| Période | Période  | Identité       | Fonction précédente | Observation |
| ------- | -------- | -------------- | ------------------- | ----------- |
|         |          |                |                     |             |
| 2012    | 2014     | Frédéric Papet |                     |             |
|         |          |                |                     |             |
| 2018    | En cours | Delphine Balsa |                     |             |